# Дангольсайм
Дангольса́йм (фр. Dangolsheim) — коммуна на северо-востоке Франции в регионе Гранд-Эст (бывший Эльзас — Шампань — Арденны — Лотарингия), департамент Нижний Рейн, округ Мольсем, кантон Мольсем. До марта 2015 года коммуна административно входила в состав упразднённого кантона Васлон (округ Мольсем).
Площадь коммуны — 4,47 км², население — 624 человека (2006) с тенденцией к росту: 733 человека (2013), плотность населения — 164,0 чел/км².

## Население
Население коммуны в 2011 году составляло 691 человек, в 2012 году — 718 человек, а в 2013-м — 733 человека.
| 1962 | 1968 | 1975 | 1982 | 1990 | 1999 | 2006 | 2008 | 2011 | 2012 | 2013 |
| ---- | ---- | ---- | ---- | ---- | ---- | ---- | ---- | ---- | ---- | ---- |
| 446  | 503  | 531  | 514  | 493  | 603  | 624  | 632  | 691  | 718  | 733  |

Динамика населения:

## Экономика
В 2010 году из 421 человек трудоспособного возраста (от 15 до 64 лет) 341 были экономически активными, 80 — неактивными (показатель активности 81,0 %, в 1999 году — 72,5 %). Из 341 активных трудоспособных жителей работали 323 человека (174 мужчины и 149 женщин), 18 числились безработными (6 мужчин и 12 женщин). Среди 80 трудоспособных неактивных граждан 35 были учениками либо студентами, 28 — пенсионерами, а ещё 17 — были неактивны в силу других причин.

## Достопримечательности (фотогалерея)
- Церковь
- Интерьер
- Орган